# Leeds—Grenville—Thousand Islands et Rideau Lakes (circonscription provinciale)
Pour les articles homonymes, voir Leeds (homonymie) et Grenville.
Circonscription électorale provinciale du Canada
Leeds—Grenville—Thousand Islands et Rideau Lakes (auparavant Leeds—Grenville) est une circonscription électorale provinciale de l'Ontario représentée à l'Assemblée législative de l'Ontario depuis 1987.

## Géographie
La circonscription longe le fleuve Saint-Laurent entre Kingston et Cornwall, englobant les comtés unis de Leeds et Grenville. La ville principale est Brockville.
Après le redécoupage de 2012, les circonscriptions limitrophes sont maintenant Carleton, Stormont—Dundas—South Glengarry et Lanark—Frontenac—Kingston.

## Historique
| Législature                                                               | Années        | Député      | Député       | Parti                     |
| ------------------------------------------------------------------------- | ------------- | ----------- | ------------ | ------------------------- |
| Leeds—Grenville Circonscription issue de Leeds et Grenville               |               |             |              |                           |
| 34e                                                                       | 1987-1990     |             | Bob Runciman | Progressiste-conservateur |
| 35e                                                                       | 1990-1995     |             | Bob Runciman | Progressiste-conservateur |
| 36e                                                                       | 1995-1999     |             | Bob Runciman | Progressiste-conservateur |
| 37e                                                                       | 1999-2003     |             | Bob Runciman | Progressiste-conservateur |
| 38e                                                                       | 2003-2007     |             | Bob Runciman | Progressiste-conservateur |
| 39e                                                                       | 2007-2010     |             | Bob Runciman | Progressiste-conservateur |
| 39e                                                                       | 2010-2011     | Steve Clark |              | Progressiste-conservateur |
| 40e                                                                       | 2011-2014     | Steve Clark |              | Progressiste-conservateur |
| 40e                                                                       | 2014-2018     | Steve Clark |              | Progressiste-conservateur |
| Circonscription renommée Leeds—Grenville—Thousand Islands et Rideau Lakes |               |             |              |                           |
| 42e                                                                       | 2018-2022     |             | Steve Clark  | Progressiste-conservateur |
| 43e                                                                       | 2022–2025     |             | Steve Clark  | Progressiste-conservateur |
| 44e                                                                       | 2025–en cours |             | Steve Clark  | Progressiste-conservateur |

## Circonscription fédérale
Depuis les élections provinciales ontariennes du 4 octobre 2007, l'ensemble des circonscriptions provinciales et des circonscriptions fédérales sont identiques.